# 절명시

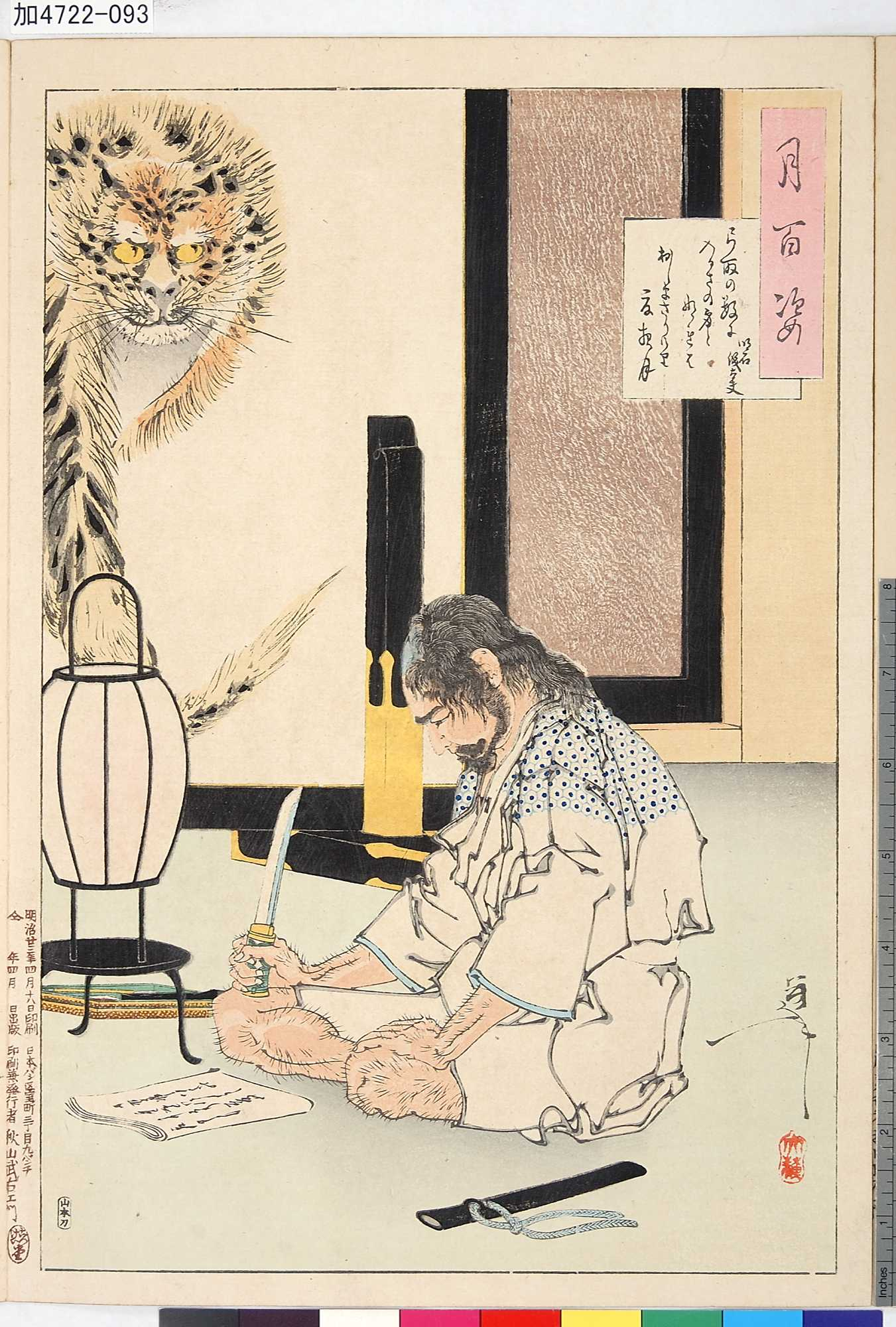
패배의 책임을 져, 할복을 실시하려는 무사(아카시 기다유우). 절명시의 구를 쓰고 있다. 쓰키오카 요시토시에 의한 획

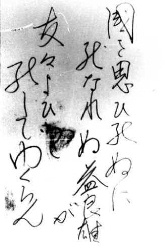
구로키 히로시의 절명시의 구

절명시(絕命詩, 영어: death poem) 또는 사세구(辭世句)는 사람이 세상을 떠날 때(곧 죽으려고 할 때 등)에 읊는 한시, 가타스, 단가, 하이쿠 또는 그에 비슷한 단형시의 종류이다.

## 개요
절명시라면 일반적으로, 세상을 떠날 때에 읊는 단형시를 말하지만, 이것은 동아시아 고유의 풍속이다. 기본적으로는 미리 준비된 작품을 가리키지만, 말기의 마루에서 순간에 읊은 작이나, 급서를 위해서 절명시를 만드는 짬이 없고 우연히 생애 마지막 작품이 되어 버린 것(이상과 같은 예를 「절구」로서 구별하는 경우가 있다)도 넓은 의미로의 절명시에 포함한다. 내용적으로는 스스로의 생애를 되돌아 보고 감개나 총괄, 죽음에 대한 구상 등을 소재로 한다.

## 유래
풍속으로서의 기원은 확실치 않지만, 특히 중세 이후의 일본에서 많이 유행해, 문인의 말기나 할복 시에는 빠뜨릴 수 없는 습관의 하나가 되었다. 이 경우, 가장 잘 이용된 시형은 단가이다. 이것은 선승이 임종해 게를 절필로서 남기는 풍속에, 시형으로서의 단가의 격의 높이, 왕조 시대 이래의 가덕설화의 사세에 관한 것이 보인 것 등이 영향을 주고 있다고 생각된다.
에도 기에는 가타스에 의한 사세가 거의 자취를 감추는 것과 동시에, 단가 형식이 광가나 홋쿠에 형태를 바꾸어 가는 것이 일반적인 풍조가 되었다. 단가에는 없는 속이나 웃음을 반입할 수 있는 형식이 죽음으로서 많이 이용되게 된 것으로, 밝고, 가볍고, 죽음을 그리면서 한 꺼풀 넘기면 그 뒤에 중대한 것이 숨쉬고 있다는 섬세한 포에지가 성립해, 에도기는 죽음 문학에서 하나의 정점을 맞이한다고 해도 좋을 것이다. 또, 정치적인 이유로 죽음을 선택하지 않을 수 없었던 사람들이 절명시에 한시의 시형을 이용한 것도 이 시대의 하나의 특징이며, 이것은 스스로의 사회적인 뜻을 말하는데 이 시형이 가장 적합한 것을 나타내 보이고 있다.

## 유명한 절명시

### 이개
방안에 혔는 촛불 눌과 이별하엿관대
겉으로 눈물지고 속타는 줄 모르는다.
우리도 천리에 임 이별하고 속타는 듯하여라.

### 성삼문
이 몸이 죽어 가서 무어시 될고 하니,
봉래산(蓬萊山) 제일봉(第一峯)에 낙락장송(落落長松) 되야 이셔,
백설(白雪)이 만건곤(滿乾坤)할 제 독야청청(獨也靑靑) 하리라.

擊鼓催人命 (격고최인명) -둥둥 북소리는 내 생명을 재촉하고,
回頭日欲斜 (회두일욕사) -머리를 돌려 보니 해는 서산으로 넘어 가려고 하는구나
黃泉無客店 (황천무객점) -황천으로 가는 길에는 주막조차 없다는데,
今夜宿誰家 (금야숙수가) -오늘밤은 뉘 집에서 잠을 자고 갈거나

### 조광조
愛君如愛父 (애군여애부) 임금 사랑하기를 아버지 사랑하듯 하였고
憂國如憂家 (우국여우가) 나라 걱정하기를 집안 근심처럼 하였다
白日臨下土 (백일임하토) 밝은 해 아래 세상을 굽어보사
昭昭照丹衷 (소소조단충) 내 단심과 충정 밝디 밝게 비춰주소서

### 정몽주
이몸이 죽고 죽어 일백 번 고쳐 죽어
백골이 진토되어 넋이라도 있고 없고
임 향한 일편 단심이야 가실 줄이 있으랴.

### 승조
四大元無主 (사대원무주) 사대(四大)가 원래 주인이 없고
五陰本來空 (오음본래공) 오음이(五陰) 본래 공한 것이니
將頭臨白刀 (장두임백도) 이 목 하얀 칼날 앞에 가져다 대어도
猶似斬春風 (우사참춘풍) 마치 봄날의 바람 베는 것 같아라

## 같이 보기
- 유작
- 유서
- 묘비명
- 인생관